# Dunkle Hüpfmaus
Die Dunkle Hüpfmaus (Notomys fuscus) ist ein Nagetier aus der Gattung der Australischen Hüpfmäuse (Notomys).

## Beschreibung
Die Kopf-Rumpflänge beträgt 80 bis 115 mm. Die Schwanzlänge erreicht zwischen 120 und 155 mm. Die Hinterfußlänge beträgt 35 bis 40 mm und die Ohrenlänge 24 bis 28 mm. Das Gewicht beträgt zwischen 20 und 50 g. Der hellorange bis graue Rücken kontrastiert scharf mit der weißen Unterseite. Beide Geschlechter haben einen Kehlsack. Die Weibchen besitzen vier Bauchzitzen.

## Verbreitung
Ihr Verbreitungsgebiet erstreckt sich über das südwestliche Queensland (Pelican Waterhole), das nordöstliche South Australia (südliche Strzeleki Desert und Cobblers Desert sowie Carraweena, Montecollina Bore und die Quinyambie Station) bis zum westlichen New South Wales.

## Lebensweise
Diese Art ist ein Bewohner der Sanddünen. Sie gräbt einen Bau rund einem Meter unter der Oberfläche, der bis zu fünf Meter lang sein kann. Bis zu fünf Tiere können dann in zwei benachbarten Erdhöhlen leben. Sie geht bei Nacht auf Nahrungssuche und ernährt sich von Sämereien, Blättern und gelegentlich Insekten. Über das Brutverhalten in der Wildnis ist nur wenig bekannt, jedoch weiß man von Tieren, die in menschlicher Obhut gezüchtet haben, dass die Tragzeit 38 bis 41 Tage betrug und ein bis fünf Junge großgezogen wurden. Die Weibchen werden nach 70 Tagen geschlechtsreif.

## Gefährdung
Die Dunkle Hüpfmaus ist eine ziemlich seltene Art. Von der IUCN wird sie als vulnerable (gefährdet) und im Nature Conservation Act (Naturschutzgesetz von Queensland) wird sie als endangered (stark gefährdet) gelistet. In weiten Teilen Südaustraliens und im südwestlichen Nordterritorium ist sie ausgestorben. Die Gründe für den Rückgang sind bis heute nicht ganz erforscht. Hauptfaktoren sind aber vermutlich eingeführte Füchse, verwilderte Hauskatzen sowie die Veränderung ihres Lebensraumes durch grasende Viehherden und Kaninchen.